# Forcipomyia aequalis
Forcipomyia aequalis är en tvåvingeart som först beskrevs av Frederick Askew Skuse 1889.  Forcipomyia aequalis ingår i släktet Forcipomyia och familjen svidknott. Inga underarter finns listade i Catalogue of Life.